# The Man from Home
Pour plus de détails, voir Fiche technique et Distribution.
The Man from Home est un film américain réalisé par Cecil B. DeMille, sorti en 1914.

## Fiche technique
- Titre : The Man from Home
- Réalisation : Cecil B. DeMille
- Scénario : Cecil B. DeMille d'après la pièce de Booth Tarkington et Harry Leon Wilson (en)
- Photographie : Alvin Wyckoff
- Montage : Cecil B. DeMille
- Pays d'origine : États-Unis
- Format : Noir et blanc - 1,33:1 - Film muet
- Genre : drame
- Date de sortie : 1914

## Distribution
- Charles Richman : Daniel Voorhees Pike
- Theodore Roberts : le Grand Duc Vaseill
- Fred Montague : comte de Hawcastle
- Monroe Salisbury : Almerce St. Aubyn
- Horace B. Carpenter : Ivanoff
- Jode Mullally (en) : Horace Granger Simpson
- Dick La Reno : le vieux Simpson
- Mabel Van Buren : Ethel Granger Simpson